# Houdelaucourt-sur-Othain
Houdelaucourt-sur-Othain is een plaats in het Franse departement Meuse in de regio Grand Est.
De plaats ligt aan de Othain, zoals de naam al suggereert.
Tot 1 maart 1973 was het een zelfstandige gemeente. Op die dag werd de gemeente opgeheven en Houdelaucourt-sur-Othain opgenomen in de gemeente Spincourt.

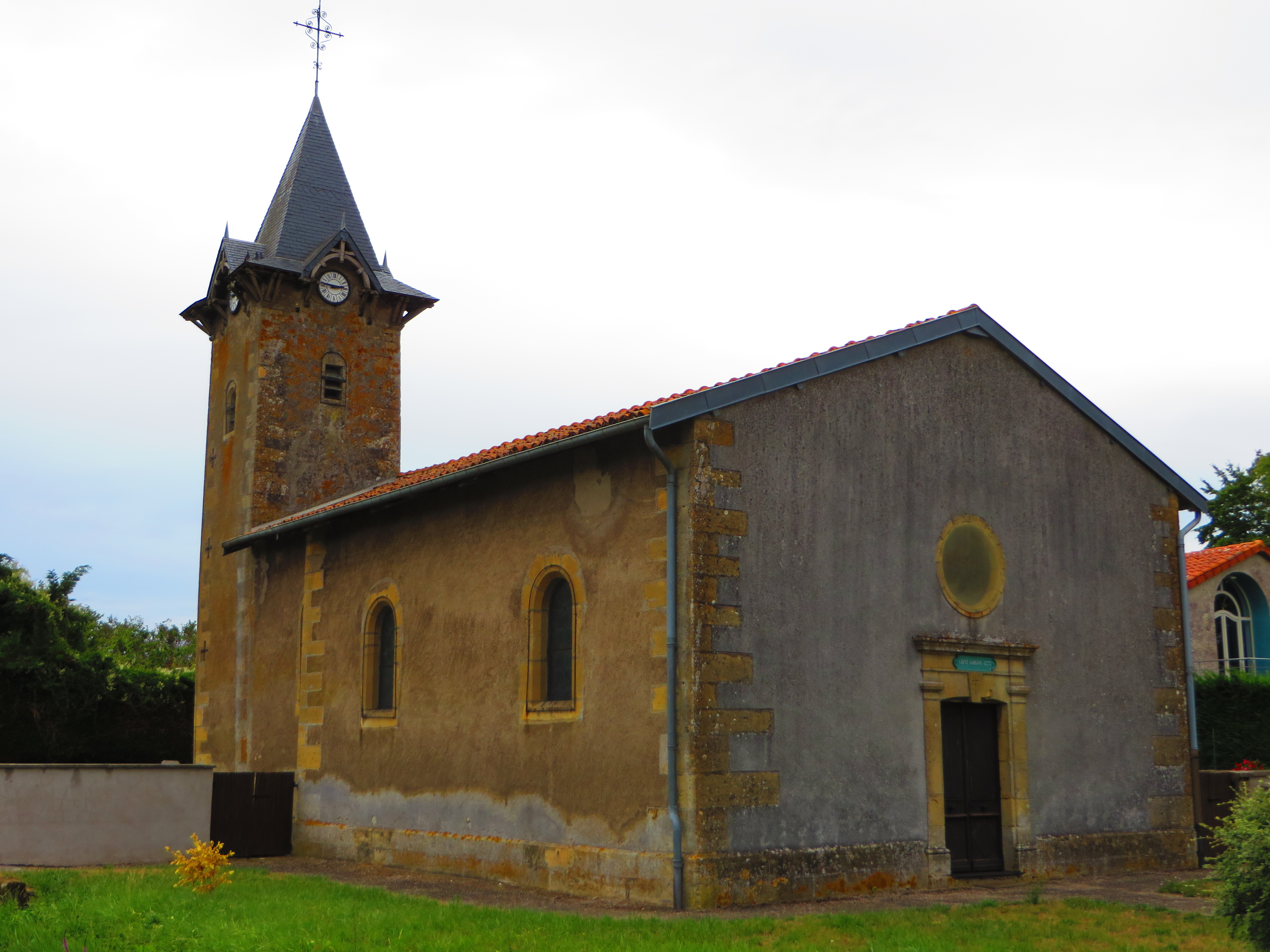
De kerk van Houdelaucourt

Haucourt-la-Rigole · Houdelaucourt-sur-Othain · Ollières · Réchicourt · Spincourt